# Disporella wanganuiensis
Disporella wanganuiensis is een mosdiertjessoort uit de familie van de Lichenoporidae. De wetenschappelijke naam van de soort is voor het eerst geldig gepubliceerd in 1887 door Waters.